# Nizar Touzi
Nizar Touzi (Tunísia, 1968) é um matemático tunisiano-francês, que trabalha com matemática financeira e cálculo estocástico. É professor da École polytechnique.
Foi palestrante convidado do Congresso Internacional de Matemáticos em Hyderabad (2010: Second Order Backward SDEs, Fully non-linear PDEs, and applications in Finance).